# Eskil Borgh

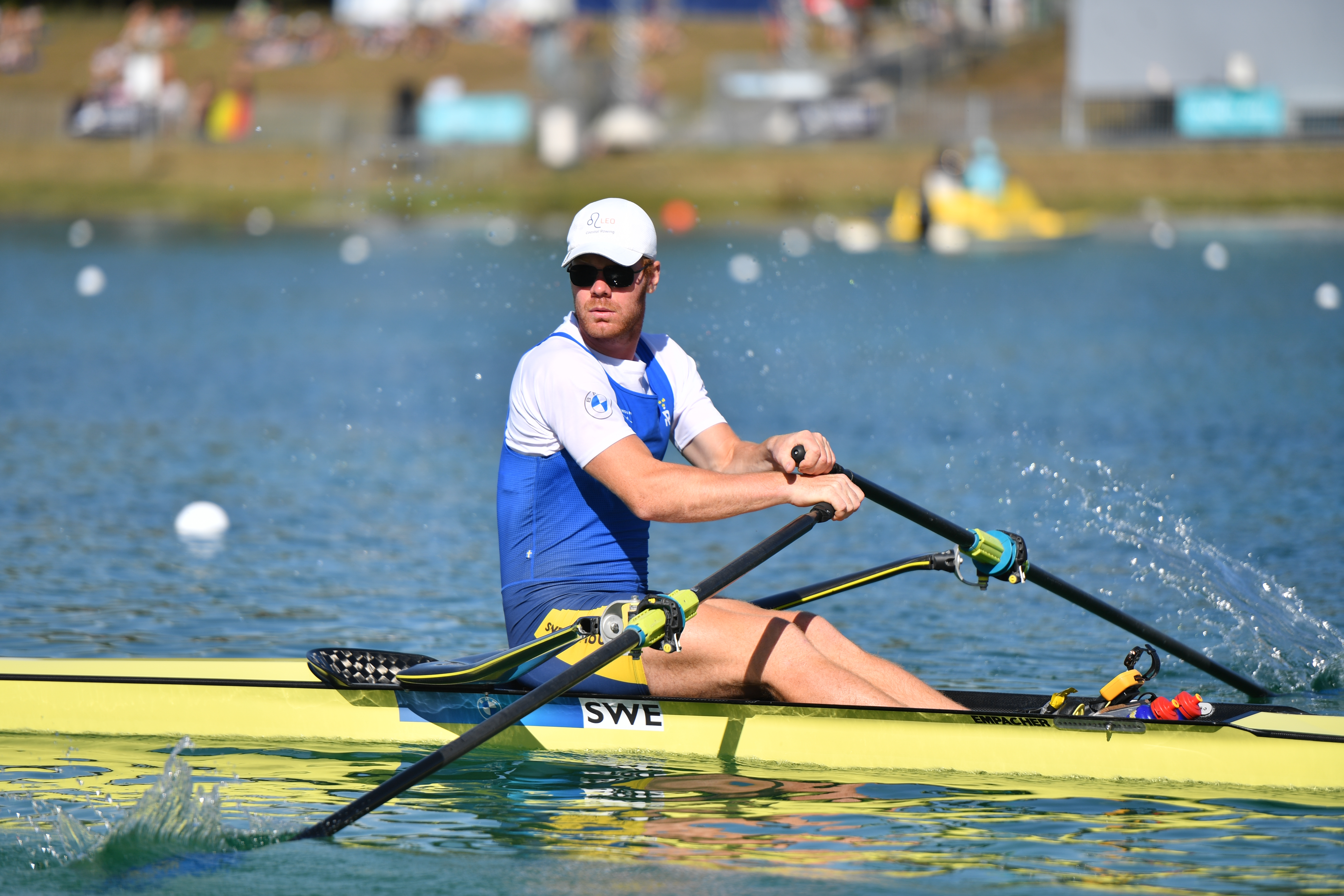
Borgh, 2022

Eskil Borgh, född 15 maj 1997, från Saltsjö-Boo utanför Stockholm, är en svensk roddare som ror för Stockholms Roddförening.

## Karriär
Borgh har vunnit ett flertal svenska mästerskap i rodd, kustrodd och inomhusrodd. Under Svenska mästerskapet 2021 på Ryrsjön tog Borgh sitt första SM-guld i singelsculler och Stockholms Roddförenings första i klassen sedan 1942.
Borgh vann tillsammans med Dennis Gustavsson VM-guld i herrarnas dubbelscullerklass på kustrodds-VM i Oeiras under hösten 2021. Sedan 2021 har Borgh och Gustavsson vunnit fyra medaljer i rad på VM och visat att de tillhör absoluta världseliten i kustrodd.